# Dasz Band
Dasz Band – wieś w Iranie, w ostanie Azerbejdżan Zachodni, w szahrestanie Bukan. W 2006 roku liczyła 1801 mieszkańców.